# Avrainville (Meurthe-et-Moselle)
Avrainville é uma comuna francesa na região administrativa de Grande Leste, no departamento de Meurthe-et-Moselle. Estende-se por uma área de 9,73 km². Em 2010 a comuna tinha 227 habitantes (densidade: 23,3 hab./km²).